# محطة قطار وارينجتون سنترال
محطة قطار وارينجتون سنترال (بالإنجليزية: Warrington Central railway station)‏‏ هي محطة قطار  في المملكة المتحدة، تُشغلها قطارات إيست ميدلاند. افتُتحت هذه المحطة في 1873، ويبلغ عدد مسارات أرصفتها 2.